# Hero och Leander

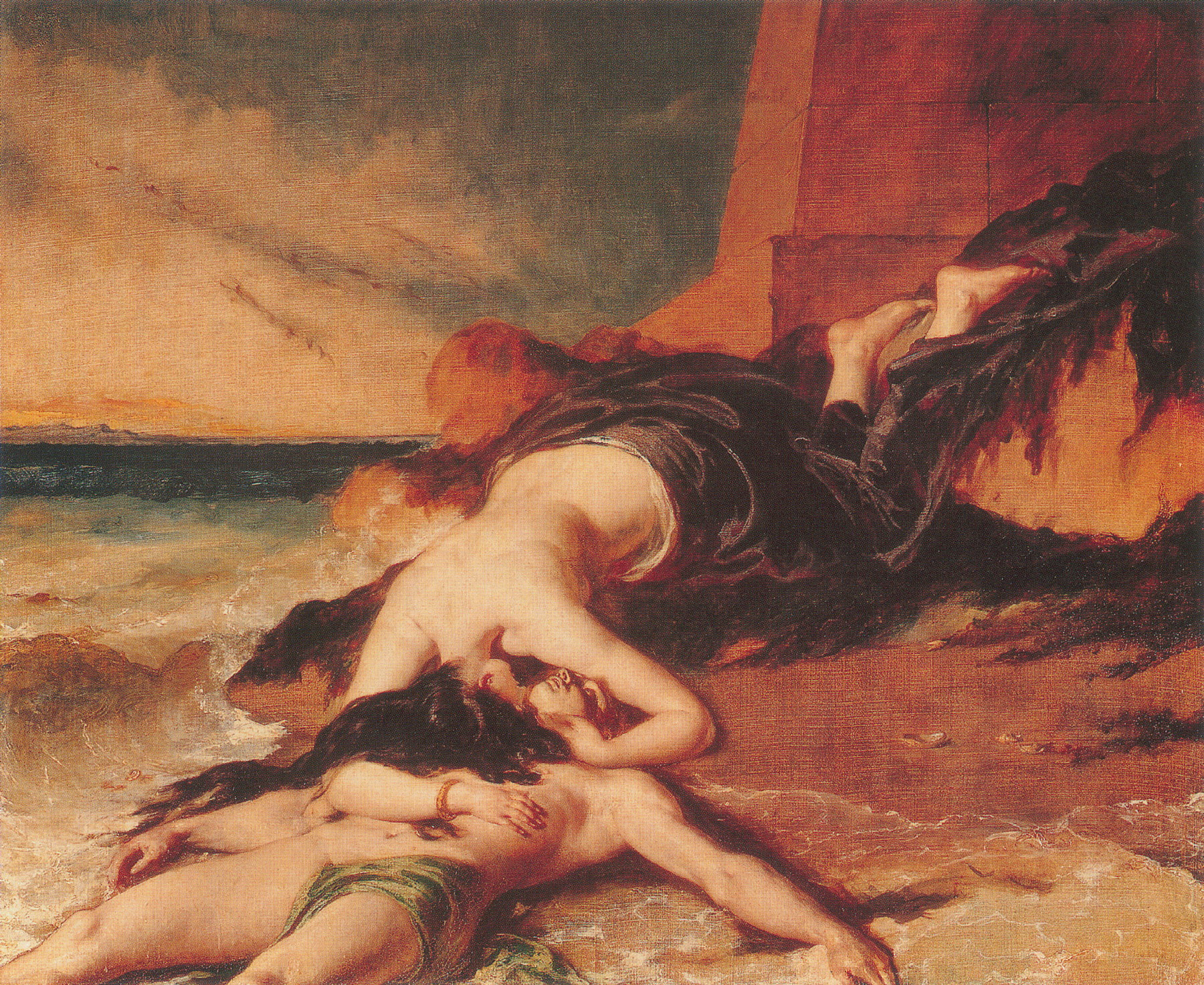
Hero och Leander av William Etty (1828)

Hero och Leander är en saga från den grekiska mytologin.
Hero stammade från Abydos och var Afrodites prästinna i templet i Sestos vid Hellespontens europeiska kust. Hero besöktes varje natt av sin älskare Leander som simmade till henne från den asiatiska sidan. Leander följde under simturerna en fackla eller lampa som Hero brukade sätta upp i ett högt torn. Men en stormig natt slocknade facklan och Leander omkom i vågorna. När Hero fick reda på vad som hänt kastade hon sig från tornet i förtvivlan och dog hon också.
Sagan har bland annat skildrats av Ovidius i hans Heroides och av Musaios.